# 參棋
參棋（SANQI），是L. Lynn Smith在2003年推出的兩人棋類。

## 棋具
- 採用4*4*4、6*6*6、或8*8*8的六角格棋盤。
- 棋子共用，分三種顏色，每種枚數等於棋格總數。

## 規則
- 每方輪流對執行以下兩棟動作之一:
  - 放一枚任意色棋子於空格。
  - 將一枚棋子換成異色棋，只能在該棋鄰旁有兩枚以上相同的異色棋子方可執行。

- 勝利條件：
  - 六枚以上同色棋環成一圈，中間可以有空格或是任何色棋子，先行方獲勝。
  - 六枚以上同色棋連成一直線，後行方獲勝。
  - 六枚以上同色棋組成三角型，該回合行動方獲勝[1][2]。

## 外部連結
- 遊戲介紹（页面存档备份，存于）
- 實戰棋譜（页面存档备份，存于）
- 遊戲下載